# Hartmut Radebold

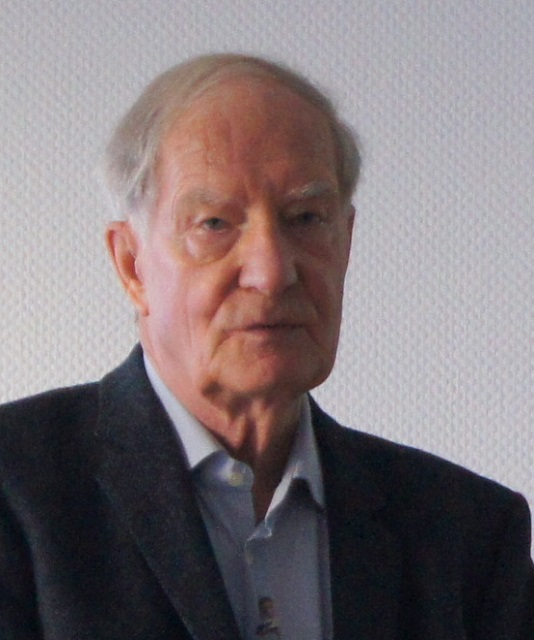
Hartmut Radebold (2014)

Hartmut Radebold (* 23. April 1935 in Berlin; † 17. September 2021 in Kassel) war ein deutscher Psychiater, Psychoanalytiker und Altersforscher. Von 1976 bis 1997 war er ordentlicher Professor für Klinische Psychologie an der Universität Kassel. Biographisch bedingt galt sein besonderes Interesse den gesellschaftlich lange verdrängten Folgen einer Kindheit im Zweiten Weltkrieg.

## Leben und Wirken
Radebold überlebte den Zweiten Weltkrieg als Kind und wuchs danach als Halbwaise bei seiner Mutter auf. Von 1954 bis 1960 studierte er zunächst Humanmedizin an der Freien Universität Berlin. Von 1960 bis 1966 arbeitete er als Medizinalassistent und absolvierte die Weiterbildung zum Arzt für Psychiatrie/Neurologie an der Psychiatrischen Universitätsklinik der FU Berlin. 1964 wurde er promoviert und begann am Berliner Psychoanalytischen Institut eine Ausbildung zum Psychoanalytiker.
Von 1967 bis 1969 arbeitete Radebold als Funktionsoberarzt auf der Abteilung Geriatrie des Städtischen Behring-Krankenhauses Berlin, wo er für Konzeptentwicklung, psychotherapeutisch-psychiatrische Behandlungen sowie den Konsiliardienst zuständig war. Von 1970 bis 1976 arbeitete er an der Abteilung Psychotherapie der Universität Ulm, unter anderem als Leiter der Psychotherapeutischen Universitätsambulanz und ab 1973 als Leitender Oberarzt der Abteilung Psychotherapie und des Psychosozialen Zentrums der Universität Ulm. Gleichzeitig schloss er die Ausbildung zum Psychoanalytiker ab.
Von 1976 bis 1997 war er C4-Professor für „Klinische Psychologie (unter besonderer Berücksichtigung des höheren und hohen Lebensalters)“ an der Universität Kassel. Dort gründete er auch die Interdisziplinäre Arbeitsgruppe für angewandte Soziale Gerontologie (ASG), deren langjähriger Sprecher er war. Ab 1978 war Radebold Lehr- und Kontrollanalytiker am Alexander-Mitscherlich-Institut der Deutschen Psychoanalytischen Vereinigung. 1998 gründete er das Institut für Alternspsychotherapie und leitete es bis 2008. Radebold gilt als Begründer und wurde als „Nestor der deutschsprachigen Psychotherapie Älterer“ (Psyche) bezeichnet. Er war Mitbegründer der Zeitschrift Psychotherapie im Alter, die ihm und seinem Wirken ihren letzten Band (2022) widmete.
Radebold lebte und arbeitete jahrzehntelang in Kassel, wo er im September 2021 im Alter von 86 Jahren starb. Er war verheiratet mit der Bibliothekarin und Mitautorin einiger seiner Bücher, Hildegard Radebold (11. November 1941 bis 15. September 2021), die zwei Tage vor ihm starb.

## Auszeichnungen
- 1974: Max-Bürger-Preis der Deutschen Gesellschaft für Gerontologie
- 1986: Max-Bürger-Preis der Deutschen Gesellschaft für Gerontologie
- 2006: Preis der Dr. Margrit Egnér-Stiftung
- 2009: Ehrenmitgliedschaft in der Deutschen Gesellschaft Gerontopsychiatrie und -psychotherapie
- 2010: Bundesverdienstkreuz 1. Klasse[1]

## Schriften (Auswahl)
Als Autor:
- Untersuchung zur Ätiologie des Orthostatismus. Mit besonderer Berücksichtigung des Einflusses psychischer Faktoren. Berlin 1962 (Dissertation).
- mit Hildegard Bechtler und Ingeburg Pina: Psychosoziale Arbeit mit älteren Menschen. Lambertus, Freiburg im Breisgau 1973, ISBN 3-7841-0058-9.
- mit Reinhard Schmitz-Scherzer und Hermann-Josef Fisseni: Projekt: Berliner Seniorenbriefe. In Ihrer Sache – Informationen für die 2. Lebenshälfte. Vincentz, Hannover 1983, ISBN 3-87870-213-2.
- Psychodynamik und Psychotherapie Älterer. Psychodynamische Sicht und psychoanalytische Psychotherapie 50–75jähriger. Springer, Berlin 1992, ISBN 3-540-54770-3.
- mit Ruth Schweizer: Der mühselige Aufbruch. Über Psychoanalyse im Alter. Fischer-Taschenbuch-Verlag, Frankfurt am Main 1996; 2. Auflage: Reinhardt, München 2001, ISBN 3-497-01568-7.
- unter Mitarbeit von Hildegard Radebold: Abwesende Väter. Folgen der Kriegskindheit in Psychoanalysen. Vandenhoeck und Ruprecht, Göttingen 2000; völlig überarbeitete und aktualisierte Auflage: Abwesende Väter und Kriegskindheit. Alte Verletzungen bewältigen. 2010, ISBN 978-3-608-94633-8.
- Die dunklen Schatten unserer Vergangenheit. Ältere Menschen in Beratung, Psychotherapie, Seelsorge und Pflege. Klett-Cotta, Stuttgart 2005, ISBN 3-608-94162-2.
- mit Hermann Schulz und Jürgen Reulecke: Söhne ohne Väter. Erfahrungen der Kriegsgeneration. Links, Berlin 2004; 2., erweiterte Auflage 2007, ISBN 978-3-86153-445-7.
- mit Hildegard Radebold: Älterwerden will gelernt sein. Klett-Cotta, Stuttgart 2009, ISBN 978-3-608-94526-3.

Als Herausgeber:
- mit anderen: Depressionen im Alter. Steinkopff, Darmstadt 1997, ISBN 3-7985-1089-X.
- mit Gereon Heuft und Insa Fooken: Kindheiten im Zweiten Weltkrieg. Kriegserfahrungen und deren Folgen aus psychohistorischer Perspektive. Juventa, Weinheim 2006, ISBN 978-3-7799-1730-4.
- mit Werner Bohleber und Jürgen Zinnecker: Transgenerationale Weitergabe kriegsbelasteter Kindheiten. Interdisziplinäre Studien zur Nachhaltigkeit historischer Erfahrungen über vier Generationen. Juventa, Weinheim 2008, ISBN 978-3-7799-1735-9.
- (Mitherausgeber) Fachzeitschrift Psychotherapie im Alter.